# Pueblo Viejo, Santiago Amoltepec
Pueblo Viejo är en ort i Mexiko.   Den ligger i kommunen Santiago Amoltepec och delstaten Oaxaca, i den sydöstra delen av landet, 400 km sydost om huvudstaden Mexico City. Pueblo Viejo ligger 879 meter över havet och antalet invånare är 344.
Terrängen runt Pueblo Viejo är bergig österut, men västerut är den kuperad. Runt Pueblo Viejo är det ganska glesbefolkat, med 43 invånare per kvadratkilometer. Närmaste större samhälle är Llano Nuevo, 5,9 km öster om Pueblo Viejo. I omgivningarna runt Pueblo Viejo växer huvudsakligen savannskog.